# Associació Excursionista de Reus
L'Associació Excursionista de Reus és una entitat excursionista fundada el 1947 a Reus amb la intenció d'unificar les seccions excursionistes que hi havia a les entitats esportives de la ciutat: el Reus Deportiu, el Club Natació Reus Ploms, i el Club de Futbol Reddis. Es volia crear una nova entitat dedicada només a l'excursionisme i que definia l'excursionisme com a agent actiu davant del territori, creant pertinença i transmitent consciència nacional. Aquesta era, en opinió dels fundadors, la concepció de les primeres associacions creades al país, com ara el Centre Excursionista de Catalunya. Els inspiradors de l'Associació van ser Josep Iglésies i sobretot Joaquim Santasusagna, per al qual l'excursionisme havia de tenir un programa de fidelitat pàtria i allunyar-se de l'excursionisme "decoratiu". Santasusagna teoritzarà després aquestes idees en diversos llibres: Teoria de l'excursionisme (1949), Els termenals del Principat (1953), i Definició de l'excursionisme: 1944-1947 (1959).
Per l'octubre de 1947 es va constituir una primera Junta de l'entitat: Francesc Pàmies Mateu, president, Pere Felip, vicepresident, Pere Rius, secretari, i Adolf Batista, Jaume Rodon, Ernest Benach, Albert Prunera, Antoni Escolà, Robert Felip, Salvador Vilaseca, Josep Iglésies i Joaquim Santasusagna com a membres destacats. Les primeres accions de l'Associació van ser l'organització d'excursions per a veterans i joves; diverses sessions culturals amb lectura de textos i poemes, com la del dia de sant Jordi de 1948, textos triats per Santasusagna i llegits per Xavier Amorós; exposicions fotogràfiques; concerts de música de muntanya organitzats per una secció de l'Associació, la Coral Santa Cecília; publicació d'un butlletí excursionista, Circular para los socios, primer en castellà i ràpidament en català. L'Associació va publicar també diverses Miscel·lànies sobre temes de muntanya, conferències donades a la seva seu, biografies de Salvador Vilaseca i Pau Font de Rubinat. Van organitzar el 1963 un certamen literari, que també es va publicar, i va obrir al seu local una biblioteca amb llibres sobre arqueologia, història i folklore, amb la idea de considerar l'excursionisme com un codi d'identificació amb el territori. El 1949 van obrir una "Galeria de excursionistas reusenses eminentes", on a més d'exposar els retrats, rendien homenatge amb semblances biogràfiques a Cels Gomis, Antoni Aulèstia, Pere Pagès, Pau Font de Rubinat i Joan Ferraté Gili. Mentrestant s'havia nomenat president d'honor de l'entitat a Ricard Ferraté, pare dels poetes Joan i Gabriel Ferrater. Es va crear una secció fotogràfica que dirigia Manuel Cuadrada Gibert, amb un arxiu que aviat va ser molt ric. La incorporació de Ramon Amigó a l'Associació va representar la catalanització del butlletí de l'entitat. Sota la presidència del doctor Antoni Escolà s'organitzaven conferències mensuals sobre art, arquitectura, arqueologia, geologia, meteorologia, educació física i altres. L'època més productiva de l'Associació va ser durant la dècada dels seixanta, sobretot per l'impuls de Ramon Amigó, que en va ser president, de Josep Iglésies i de Joaquim Santasusagna. Actualment segueix en funcionament.

## Publicacions de l'entitat[2]
- Miscel·lània muntanyenca : recull de treballs efectuat amb motiu del decenni de l'Associació Excursionista de Reus. Reus: Associació Excursionista de Reus, 1958
- Joaquim Santasusagna. Definició de l'excursionisme. Reus: Associació Excursionista de Reus, 1959
- Josep Iglésies. Don Pau Font de Rubinat dins l'àmbit reusenc : conferència donada a l'Associació Excursionista de Reus el dia 11 de gener de 1961, amb motiu del centenari de la seva naixença. Reus: Associació Excursionista de Reus; Barcelona: Rafael Dalmau, 1961
- Coral Santa Cecília (Associació Excursionista de Reus); director: Josep Fuster. Cançons de muntanya [Enregistrament sonor]. San Sebastián: Columbia, 1961
- Antoni Gelabert. Exposición monográficos de "Goigs" proyectados y grabados por Antonio Gelabert Casas. Reus : Associació Excursionista de Reus, 1962
- I Certamen literari de l'Associació Excursionista de Reus al Monestir de Poblet : homenatge a Josep Prunera i Sedó: 21 d'abril de 1963. Reus : Associació Excursionista de Reus; Barcelona: Rafael Dalmau, 1965
- Josep Iglésies. Salvador Vilaseca : excursionista científic : conferència pronunciada en ocasió de col·locar el retrat de l'eminent homenatjat a la Galeria d'Excursionistes de Reus, el dia 26 de març de 1976. Reus : Associació Excursionista de Reus, 1976
- Miscel·lània muntanyenca : recull de treballs efectuat amb motiu del centenari de l'excursionisme català i del XXVè aniversari de l'Associació Excursionista de Reus. Reus: Associació Excursionista de Reus, 1977
- Acte d'homenatge a honor de Joaquim Santasusagna i Josep Iglésies : incorporació de llurs retrats, obra en dibuix de Joan Rebull, a la Galeria d'excursionistes reusencs il·lustres : Reus, 28 d'octubre del 1977. Reus : Associació Excursionista de Reus, 1979